# Lurudden
Lurudden is een plaats (tätort) in de gemeente Ekerö in het landschap Uppland en de provincie Stockholms län in Zweden. De plaats heeft 205 inwoners (2010) en een oppervlakte van 44 hectare.